# Міський стадіон (Кичево)
«Міський стадіон Кичево» (мак. Градски стадион Кичево) — багатофункціональний стадіон у місті Кичево, Північна Македонія, використовується переважно для проведення футбольних матчів. Домашня футбольна арена клубу «Напредок». Вміщує 5 000 глядачів.